# Politologia della religione
La politologia della religione è una disciplina recente che studia le relazioni intercorrenti tra politica e religione.

## Temi principali
Tutto quello che riguarda la dottrina e le pratiche religiose, avendo allo stesso tempo un contenuto e un messaggio politico, soprattutto il punto di vista religioso nei confronti dei modi di governo, potere, autorità politiche, stato, organizzazione politica, guerra, pace.
Tutto quello che riguarda comportamento e le pratiche religiosе e che, pur non avendo un diretto messaggio e contenuto politico, ha dirette conseguenze politiche, per esempio costruzione degli edifici religiosi o organizzazione di pellegrinaggi.
La posizione degli attori politici nel senso stretto della parola nei confronti di religione e delle comunità religiose, per esempio, posizione dei partiti politici e gruppi di pressione nei confronti della religione e delle comunità religiose.
Tutto quello che riguarda un comportamento sociale apparentemente del tutto secolare e senza motivazioni religiose, ma che tuttavia comporta conseguenze religiose. Per esempio, se in una società multiconfessionale i membri di una comunità religiosa hanno posizione monopolista in un settore dell'economia, ciò avrà per forza implicazioni politiche.

## Lo sviluppo
La politologia della religione viene studiata in quasi tutte le università e dipartimenti per le scienze politiche negli Stati Uniti. All'interno dell'APSA (American political science association) esiste la sezione Religion & Politics.
La disciplina è molto diffusa anche in Europa. In Europa Orientale e in Serbia l'insegnamento è attivo dal 1993.
In Germania presso l'Università di Duisburg (1996) è attivo l'Institut für Religionspolitologie. La rivista Politologia della religione, la prima del mondo, biennale, è stata pubblicata a Belgrado nel febbraio del 2007 da parte del Centro per gli studi di religione e tolleranza religiosa, ed è diretta da Miroljub Jevtić, professore alla Facoltà di scienze politiche dell'Università di Belgrado.
In Italia il tema di ricerca è stato sviluppato più sul fronte della teologia politica (soprattutto sulla scorta degli studi di Romano Guardini), anche se lo studio politologico della religione si va diffondendo anche nelle cattedre di filosofia politica, come testimonia il convegno dell'Associazione Italiana Filosofia della Religione su "Religioni e violenza" tenutosi a Messina nel 2007, che ha visto la partecipazione del maggior studioso tedesco della disciplina, Claus-Ekkehard Bärsch, e di numerosi studiosi italiani.